# Promienie słońca
Promienie słońca – singel polskiego rapera Young Igiego z albumu studyjnego Skan myśli. Singel został wydany 8 sierpnia 2019 roku przez wytwórnię Universal Music Polska. Tekst utworu został napisany przez Igora Ośmiałowskiego.
Nagranie uzyskało certyfikat platynowej płyty w 2020 roku.
Singel zdobył ponad 13 milionów wyświetleń w serwisie YouTube (2023) oraz ponad 8 milionów odsłuchań w serwisie Spotify (2023).

## Nagrywanie
Utwór został wyprodukowany przez APmg. Tekst do utworu został napisany przez Igora Ośmiałowskiego.

## Twórcy
- Young Igi – słowa[1]
- Igor Ośmiałowski – tekst[1][2]
- APmg – produkcja[1]